# Homebrew (Steve Howe)
Homebrew è il sesto album solista del chitarrista progressive Steve Howe.

## Il disco
Homebrew è una raccolta di materiale inedito realizzato da Howe nel proprio studio casalingo negli anni settanta e ottanta. Vi si ritrova, fra l'altro, materiale che Howe ha riproposto insieme agli Yes, al supergruppo Anderson Bruford Wakeman Howe, nei suoi lavori solisti o con altre formazioni.
Sketches in the Sun è apparso anche nel video Asia in Asia degli Asia ed è stato pubblicato nel primo album dei GTR. The Valley of Rock è sostanzialmente lo stesso brano di The Valley of Rocks, pubblicato da Howe nel suo album solista The Grand Scheme of Things; anche Georgia's Theme è stato pubblicato sullo stesso album in una versione differente. Meadow Rag è una variante del brano omonimo apparso su The Steve Howe Album. At the Fool Moon e Never Stop Learning sono entrambi stati rielaborati in Brother of Mine (Anderson Bruford Wakeman Howe); la prima contiene anche un frammento poi riutilizzato in Shock to the System dell'album Union degli Yes. Ancora su Anderson Bruford Wakeman Howe furono pubblicate versioni rielaborate di Red and White (Birthright) e More About Your (Quartet: I Wanna Learn). Rare Birds sarebbe poi diventata Vultures. Big Love contiene un assolo riutilizzato da Howe in I Would Have Waited Forever (ancora Union). Running in the Human Race è una versione cantata di un brano strumentale dell'album solista di Howe Turbulence. Barren Land include alcuni elementi di The Order of the Universe (ancora Anderson Bruford Wakeman Howe). Against the Tide sarebbe stata proposta da Howe ai GTR come Toe the Line. Break Away from It All è una versione demo del brano omonimo pubblicato da Howe su Beginnings. For this Moment, infine, è una prima versione di un tema che sarebbe stato poi ripreso in The Revealing Science of God sull'album Tales from Topographic Oceans degli Yes.

## Tracce
1. Sketches in the Sun
2. Sharp on Attack
3. The Valley of Rock
4. Georgia's Theme
5. Dorothy
6. Meadow Rag
7. At the Full Moon
8. Never Stop Learning
9. Red and White
10. More About You
11. Rare Birds
12. Big Love
13. Running in the Human Race
14. Barren Land
15. Against the Tide
16. Break Away from It All
17. For This Moment